# Elise Pfister
Elise Pfister (1886-1944) est une théologienne et ecclésiastique suisse. En 1918, avec Rosa Gutknecht, elle est l'une des deux premières femmes diplômées en théologie. La même année, toutes deux sont ordonnées pasteures de l'Église réformée de Zurich. Elles sont ainsi les premières femmes ordonnées pasteures en Suisse.

## Biographie
Née le 22 septembre 1886 à Horgen et originaire de Wädenswil dans le canton de Zurich, Elise Pfister est la fille de Hans Jacob Pfister, agriculteur de profession, et d'Albertine Sigg. 
Après avoir obtenu son diplôme d'institutrice en 1906, elle enseigne dans les écoles primaires d'Albis et de Dübendorf. Elle commence en 1914 des études de théologie à l'Université de Zurich et obtient son diplôme en 1918. Rosa Gutknecht et elle sont ordonnées la même année. 
Nommées pasteures assistantes au Grossmünster de Zurich, les deux femmes s'occupent principalement d'œuvres sociales. Le synode de l’Église zurichoise ouvre l'accès complet au ministère pastoral des femmes, mais le Tribunal fédéral oppose son refus en 1921. Aussi Elise Pfister reste-t-elle pasteure assistante pour toute sa carrière, alors qu'elle exerce les mêmes fonctions et charges que ses collègues masculins,,.
Elise Pfister meurt à Zurich le 6 février 1944.